# Psyco (Arisa)
Psyco è un singolo della cantante italiana Arisa, pubblicato il 9 luglio 2021 come terzo estratto dal settimo album in studio Ero romantica.

## Descrizione
Psyco è un brano dal sound elettronico e ritmato, il cui testo è basato sull'esperienza autobiografica della cantante. Al riguardo Arisa ha dichiarato:

## Video musicale
Il video, diretto da Alessandro Carlozzo e Anna Stocco, è stato pubblicato il 29 luglio 2021 attraverso il canale YouTube della cantante.

## Tracce
Testi di Rosalba Pippa, Francesco Sponta, musiche di Daniele Autore (a.k.a. Danusk), Torine Michelle Bjåland e Viktoria Reitan.
1. Psyco – 2:46

## Classifiche
| Classifica (2021)         | Posizione massima |
| ------------------------- | ----------------- |
| Italia (airplay italiana) | 46                |